# São Paulo Metro
São Paulo Metro (portugisisk: Metropolitano de São Paulo) er navnet på undergrundsbanen i São Paulo. Det er den første undergrundsbane i Brasilien og den største til dato. Den drives af Companhia do Metropolitano de São Paulo og ViaQuatro.
Den har fem linjer (1 blå, 2 grønne, 3 røde, 4 gul og 5 lilla), med 60 stationer og er 69 kilometer lang. Den transporterer dagligt cirka 3,4 millioner passagerer.

## Eksterne links
- Officielle hjemmeside

| Jernbane | Spire Denne jernbaneartikel er en spire som bør udbygges. Du er velkommen til at hjælpe Wikipedia ved at udvide den. |